# Epiphyllum anguliger
Epiphyllum anguliger là một loài thực vật có hoa trong họ Cactaceae. Loài này được (Lem.) G.Don mô tả khoa học đầu tiên năm 1855.

## Hình ảnh

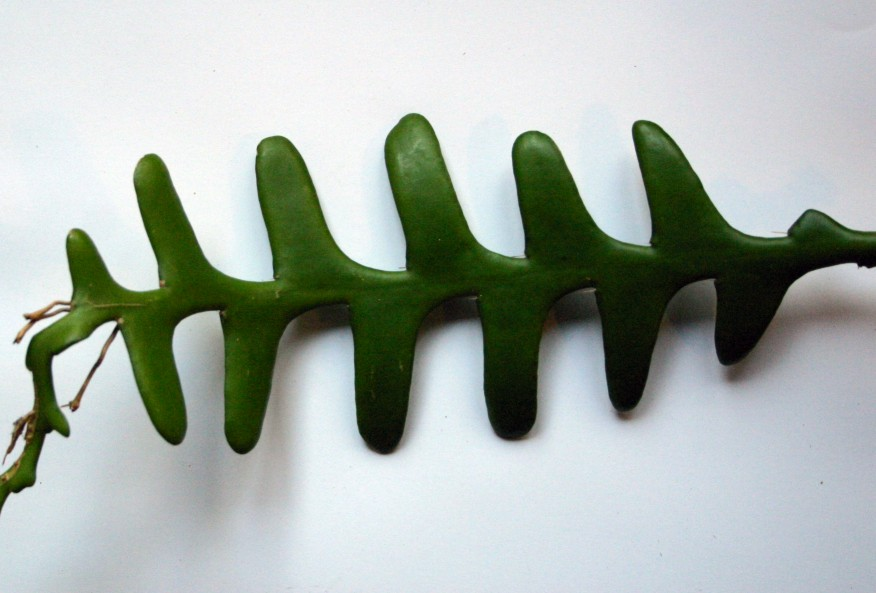
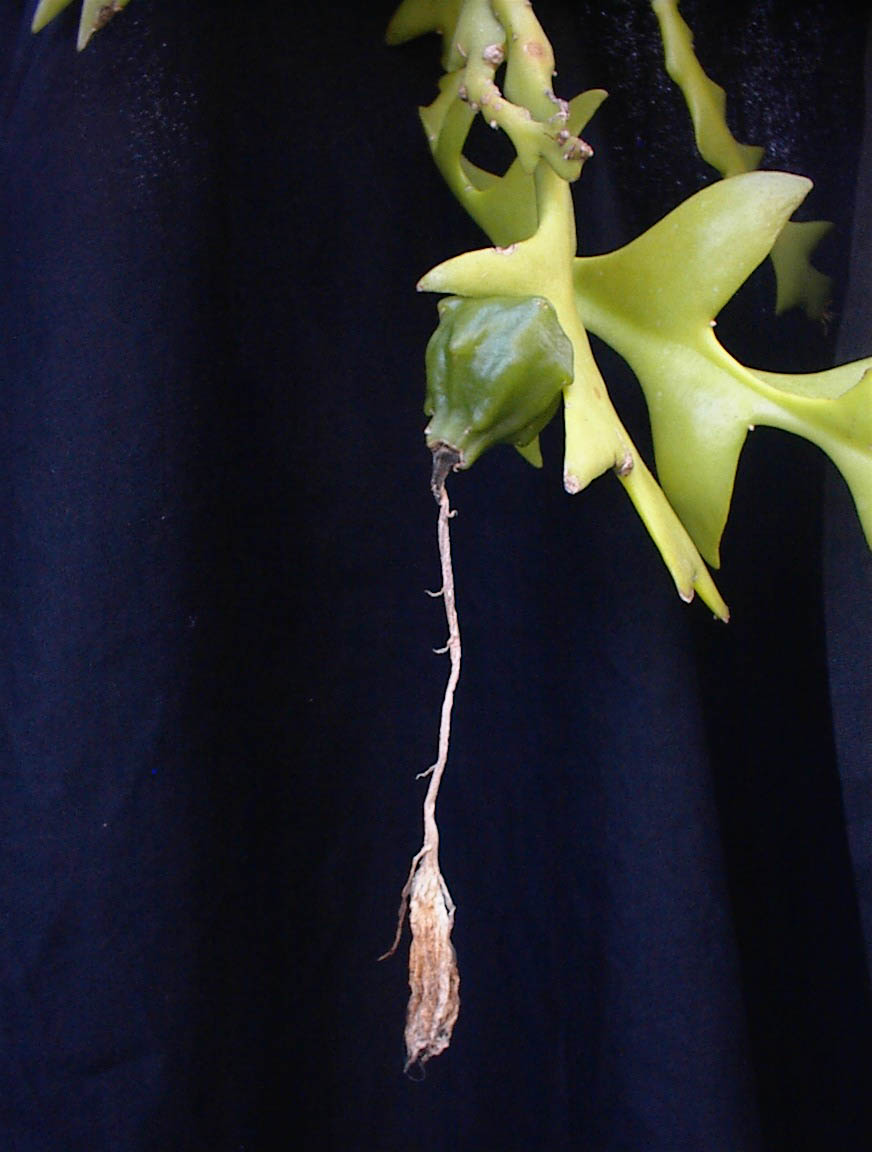